# Parsonsia warenensis
Parsonsia warenensis là một loài thực vật có hoa trong họ La bố ma. Loài này được Kaneh. & Hatus. mô tả khoa học đầu tiên năm 1941.